# Aktuátor nervových impulsů
Aktuátor nervových impulsů (anglicky Neural Impulse Actuator, NIA) vyrábí firma OCZ Technology už od roku 2008 a jedná se o nejprodávanější[zdroj?] ovladač reagující na impulsy lidského mozku.

## Začátky interakce člověk-počítač
Historie ovládání počítače pomocí mozku začala v roce 1924, kdy německý vědec Hans Berger objevil elektrickou aktivitu lidského mozku. V témže roce se Berger stal prvním člověkem, který zaznamenal aktivitu mozku pomocí EEG . Analyzováním stop EEG byl Berger schopen určit oscilační aktivity v mozku známé jako Alfa vlny.
Bergerovy první zařízení byla velice primitivní. Stříbrné vodiče vsunuté pod pokožku byly později nahrazeny stříbrnou fólií upevněnou gumovými obvazy. Fólie byla spojena s Lippmanovým elektroměrem který však nedokázal zaznamenat nejmenší elektrické impulsy a tak byl později nahrazen galvanometrem.

## Výzkumné úspěchy
V roce 1999 Phillip Kennedy a Yang Dan provedli pokus, při kterém dali na hlavu kočky 177 senzorů. Senzory snímaly centrální nervový systém, kde se zpracovávají signály ze sítnice. Kočce byl přehrán film, při kterém se postupně ukládala aktivita mozku. Za použití matematických filtrů dokázali výzkumníci dekódovat signály a převést je do obrázků. Postupně byli schopni zrekonstruovat celý film.
Pokus s kočkou umožnil první zkoušky na lidech. V roce 2000 William Dobelle sestavil přístroj skládající se z 68 elektrod, které se implantují do mozku, a kamery upevněné na brýlích. První pacient se jmenoval Jerry. 68 elektrod mu bylo implantováno do vizuální oblasti. Jerry je schopen poznat tvary světlo ale je omezen malým zorným polem, vzdáleností na jakou vidí a omezeným počtem snímků. V dnešní době jde výpočetní technika dopředu a tak se schopnosti Dobellova přístroje zlepšují.
V roce 2000 brazilský vědec Miguel Nicolelis připravil pokus, při kterém měla opice za úkol podat si jídlo pomocí robotické ruky. Ze začátku opice používala joystick na ovládání ramene. Vědci jí při tomto úkonu monitorovali aktivitu jejího mozku. Později se jim povedlo upravit robotické rameno tak aby opice nemusela pohybovat joystickem, ale pouze myslela na to, co má ruka udělat.
Tohoto objevu využívají hlavně lidé, kteří jsou ochrnutí a připoutáni na vozík. Aby byli schopni ovládat svůj elektrický vozík bez použití rukou, mají na hlavě připevněný senzor, který reaguje na aktivitu jejich mozku a podle toho ovládá vozík.

## Historie NIA
Konstruktér Dr. Schuette si nechal svůj nápad patentovat už v roce 2003. S firmou OCZ technology začal produkt vyrábět až v roce 2008. Kvůli nedostatečnému zájmu veřejnosti, zejména kvůli nedostatečné přesnosti a malému využití přístroje, se přestal 2010 vyrábět.

## Princip NIA
- Skládá se ze tří částí:
  - Snímače, které sbírá údaje
  - Krabičky, která zpracovává data
  - Ovládací software, který se nachází v PC

- Snímač a hlavní jednotka v sobě schovávají tři dnes již běžně používané lékařské přístroje
  - Elektroencefalogram – snímač nervových Impulsů (α a β vlny v rozmezí 5–30 Hz)
  - Elektromyogram – snímač svalových stahů (Snímá napětí na pokožce)
  - Elektrookulogram – snímač pohybu očí

Signály z těchto přístrojů jsou zpracovávány v hlavní jednotce a poté odeslány do PC.